# Живогошће
Живогошће је насељено место у саставу општине Подгора, Сплитско-далматинска жупанија, Република Хрватска.

## Историја
За владавине српског краља Стефана Уроша I (1243.-1276.), ово село је било прво имање српског православног владичанства у Стону. Касније, око 1263., село је својина манастира Светог Петра у Будимљу на Лиму.
До територијалне реорганизације у Хрватској налазило се у саставу старе општине Макарска.

## Становништво
На попису становништва 2011. године, Живогошће је имало 509 становника.
| Број становника по пописима | Број становника по пописима | Број становника по пописима | Број становника по пописима | Број становника по пописима | Број становника по пописима | Број становника по пописима | Број становника по пописима | Број становника по пописима | Број становника по пописима | Број становника по пописима | Број становника по пописима | Број становника по пописима | Број становника по пописима | Број становника по пописима | Број становника по пописима |
| --------------------------- | --------------------------- | --------------------------- | --------------------------- | --------------------------- | --------------------------- | --------------------------- | --------------------------- | --------------------------- | --------------------------- | --------------------------- | --------------------------- | --------------------------- | --------------------------- | --------------------------- | --------------------------- |
| 1857                        | 1869                        | 1880                        | 1890                        | 1900                        | 1910                        | 1921                        | 1931                        | 1948                        | 1953                        | 1961                        | 1971                        | 1981                        | 1991                        | 2001                        | 2011                        |
| 542                         | 599                         | 629                         | 792                         | 789                         | 818                         | 779                         | 695                         | 612                         | 538                         | 461                         | 434                         | 402                         | 457                         | 538                         | 509                         |

### Попис 1991.
На попису становништва 1991. године, насељено место Живогошће је имало 457 становника, следећег националног састава:
| Попис 1991.‍  | Попис 1991.‍  | Попис 1991.‍ | Попис 1991.‍ | Попис 1991.‍ |
| ------------ | ------------ | ----------- | ----------- | ----------- |
|              |              |             |             |             |
| Хрвати       | Хрвати       |             | 392         | 85,77%      |
| Срби         | Срби         |             | 17          | 3,71%       |
| Југословени  | Југословени  |             | 14          | 3,06%       |
| Муслимани    | Муслимани    |             | 6           | 1,31%       |
| Чеси         | Чеси         |             | 3           | 0,65%       |
| остали       | остали       |             | 5           | 1,09%       |
| неопредељени | неопредељени |             | 11          | 2,40%       |
| регион. опр. | регион. опр. |             | 4           | 0,87%       |
| непознато    | непознато    |             | 5           | 1,09%       |
| укупно: 457  |              |             |             |             |